# Garry Trudeau
Garretson "Garry" Beekman Trudeau (født 21. juli 1948 i New York) er en amerikansk tegneserietegner, som er bedst kendt for strip-serien Doonesbury.
Trudeau har en eksamen i grafisk design fra Yale University, og allerede mens han opholdt sig her i 1960'erne tegnede han serien til den lokale avis. Han debuterede med Doonesbury i 1970, og serien har siden 1973 været i det danske dagblad Information. 
Som den første tegner af en strip-tegneserie blev Trudeau i 1975 belønnet med Pulitzerprisen for Editorial Cartooning. Han blev tildelt Reuben Award som årets tegneserieskaber i 1995 og er derudover tildelt flere internationale priser og hædersbevisninger.